# Karla Montana
Karla Montana is/was een Amerikaanse actrice.

## Biografie
Montana begon in 1984 met acteren in de televisieserie E/R. Hierna heeft ze nog meerdere rollen gespeeld in televisieseries en films, in 1994 is zij gestopt met acteren en wat ze nu doet is onbekend.

## Filmografie[1]

### Films
- 1994 Dangerous Touch – als Maria
- 1993 The Secrets of Lake Success – als Tanya Torres
- 1993 La carpa – als Isabel Castillo
- 1993 I Killed My Lesbian Wife, Hung Her on a Meat Hook, and Now I Have a Three-Picture Deal at Disney – als Sandy
- 1990 Sweet 15 – als Marta de la Cruz
- 1988 Colors – als Locita
- 1988 Stand and Deliver – als Claudia Camejo
- 1986 The Family Martinez – als Rainbow Martinez

### Televisieseries
Uitgezonderd eenmalige gastrollen.
- 1993 The Secrets of Lake Success - als Tanya Torres - 3 afl.